# John Arthur Fraser
John Arthur Fraser (Londres, 9 janvier 1838 - New York, 1er janvier 1898) est un artiste peintre et un homme d'affaires.

## Biographie
En 1858, après son mariage, il émigre avec sa famille au Bas-Canada rejoindre ses grands-parents déjà installés à Stanstead dans les Cantons-de-l'Est.
En 1860, l'entreprise de William Notman à Montréal l'emploie pour colorier des portraits. En 1864, il en est le directeur artistique et supervise le travail des autres artistes. Parallèlement, il peint à l'huile des paysages des Cantons-de-l'Est et du New Hampshire.
En 1867, il participe à la fondation de la Société des artistes canadiens. En 1868, après avoir formé avec Notman la Notman and Fraser, il déménage à Toronto. En 1872, avec six autres artistes de la région, il fonde l’Ontario Society of Artists.
En 1877, un voyage en train au Nouveau-Brunswick lui inspire des aquarelles reçues très favorablement. En septembre il est nommé surveillant général des cours du soir à l’Ontario School of Art.
En 1880, il est l’un des membres fondateurs de l’Académie royale des arts du Canada. En 1884, il déménage à Boston et fait des illustrations pour le Century Illustrated Magazine. En 1886, à la demande de William Van Horne, président du Canadien Pacifique, il part en train vers l'ouest pour observer les montagnes Rocheuses et peindre des aquarelles.
En 1888, il retourne en Grande-Bretagne et visite l’Écosse et le Kent. En 1989, il retourne aux États-Unis et s'installe l'année suivante à New York et participe à des expositions de la Society of American Artists, du New York Water Color Club et de la National Academy of Design.

## Musées et collections publiques
- Agnes Etherington Art Centre
- Art Gallery of Greater Victoria
- Art Gallery of Nova Scotia
- Bibliothèque et archives Canada
- Galerie d'art Beaverbrook
- Musée des beaux-arts de l'Ontario
- Musée national des beaux-arts du Québec[3]
- Museum London
- RiverBrink Art Museum
- The Market Gallery
- The Robert McLaughlin Gallery
- Vancouver Art Gallery

|  |